# Gülsha Adilji

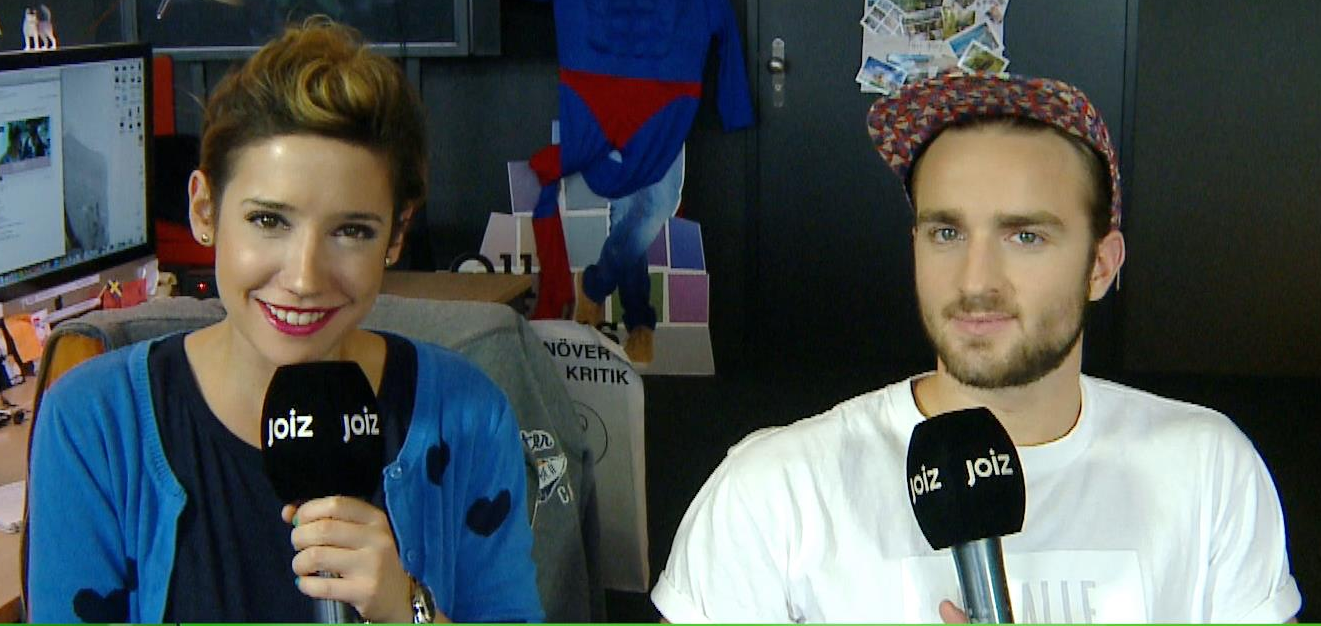
Gülsha Adilji mit Julian Thorner

Gülsha Adilji (* 18. Oktober 1985 in Niederuzwil) ist eine Schweizer Journalistin und Fernsehmoderatorin.

## Leben
Gülsha Adilji ist albanisch-türkischer Abstammung. Nach einer abgeschlossenen Lehre als Pharmaassistentin holte sie die Matura nach und studierte in Zürich ein einziges Semester Populäre Kultur und Filmwissenschaften. 2010 begann sie, an der ZHAW in Wädenswil Biotechnologie zu studieren. Das Studium gab sie ohne Abschluss zugunsten einer Anstellung bei Joiz auf.
2017–2019 zeigte sie ihr erstes Kleinkunstprogramm "D' Gülsha Adilji zeigt ihre Schnägg" auf Schweizer Bühnen.
Heute ist sie als Moderatorin, Kolumnistin und Autorin tätig.

## Medienarbeit
Adilji hat sich 2012 beim Jugend-Fernsehsender Joiz als Webredaktorin per E-Mail beworben und wurde als Moderatorin eingestellt. Sie moderierte die Sendungen Gülsha folgt dir, NOIZ, EVEEEEER!, Deutschland für Anfänger, Balkan Charts. 2012 wurde Adilji vom Schweizer Journalist zur Newcomerin des Jahres gewählt.
Am 13. Januar 2017 war sie in der Sendung Arena zu Gast. Dort betreute sie gemeinsam mit dem YouTuber Bendrit Bajra Social Media und bezog so das junge Publikum in die Diskussion ein. Seit 2021 moderiert sie zusammen mit Lena Kupke den Podcast Eisenmangel. Ebenfalls von 2021 bis 2024 erschien vierzehntäglich der Podcast Zivadiliring, in dem sie zusammen mit Maja Zivadinovic und Yvonne Eisenring als Host über „Widrigkeiten des Alltags und die grossen Fragen des Lebens“ diskutierte.